# Paulus Arajuuri
Paulus Arajuuri (Helsinki, 15 giugno 1988) è un ex calciatore finlandese, di ruolo difensore.

## Carriera
Esordisce con la nazionale finlandese il 18 gennaio 2010 contro la Corea del Sud.

## Palmarès

### Club

#### Competizioni nazionali
- Campionato polacco: 1

Lech Poznań: 2014-2015
- Supercoppa di Polonia: 1

Lech Poznań: 2015
- Coppa di Danimarca: 1

Brøndby: 2017-2018